# Жељко Веселиновић
Жељко Веселиновић (Смедерево, 1974) српски је синдикални вођа и политичар. Актуелни је председник Удружених синдиката Србије „Слога”. Био је један од оснивача Савеза за Србију који се распао 2020. године и трансформисао у Удружену опозицију Србије.

## Детињство, младост и каријера
Веселиновић је рођен 1974. године у Смедереву. Дипломирао је економију.
Почео је да ради као синдикалац крајем 2000. године у тадашњем смедеревском Сартиду. Године 2003. изабран је за најмлађег председника синдиката у историји фабрике. Пет година касније основао је „Слогу” и постао њен други председник.
Био је саветник Бојана Пајтића за радне односе и социјално-економска питања, у време док је Пајтић водио Владу АП Војводине. Како се истиче у његовој званичној биографији: „Један од ретких људи који је у својој каријери прошао све инстанце од сменског комесара у фабрици до председника Народног синдиката.” Предводио је и организовао више штрајкова и протеста, члан је мреже синдикалаца Европске левице и Европског социјалног форума. Спекулисало се да ће се кандидовати за председника Србије на изборима 2017. године, али то није учинио јер је одлучио да подржи Вука Јеремића.
Године 2018. формиран је нови опозициони Савез за Србију и Веселиновићева „Слога” је била један од оснивача. Веселиновић је био и први председник савеза. Посланик је у Скупштини града Београда. Савез је распуштен августа 2020. и трансформисан у Удружену опозицију Србије.
У интервјуу за Данас рекао је да сматра да би синдикати требало више да се баве политиком.

## Приватни живот
Говори енглески језик. Ожењен је и има два сина.